# Direção Executiva Nacional dos Estudantes de Medicina
A Direção Executiva Nacional dos Estudantes de Medicina (DENEM) é a entidade representativa dos estudantes de Medicina do Brasil. Foi fundada em 2 de agosto de 1986 na cidade de Fortaleza durante o XVII Encontro Científico dos Estudantes de Medicina (ECEM) e desde então atua em diversas mobilizações populares relacionadas à área, como a defesa do Sistema Único de Saúde público, equânime e de qualidade. A DENEM também é membro pleno da Federação Internacional de Associações de Estudantes de Medicina (em inglês, International Federation of Medical Students' Associations — IFMSA) desde 1995, representando os estudantes brasileiros em plenárias internacionais.

## História

### Contexto
As primeiras escolas médicas do Brasil foram criadas com a chegada da família imperial em 1808. Ainda no período imperial (1822-1889), os estudantes desenvolviam diversas atividades políticas e culturais, organizando-se em modalidades variadas. Essa forma de organização estudantil universitária mudou a partir da década de 1930, onde os estudantes foram forçados a modificar o caráter de suas atividades coletivas para ingressarem em entidades institucionais hierarquicamente dispostas, de cunho representativo e espírito corporativo, inseridas no âmbito da universidade e chanceladas pelo próprio Estado, dispensando assim a presença de outros tipos de federações, ligas, agremiações, clubes e grupos diversos. É nesse contexto que surge a estrutura hierárquica e representativa dos centros acadêmicos, DCEs, UEEs e a própria União Nacional dos Estudantes (UNE), fundada em 1 de agosto de 1937 por iniciativa de militantes da União da Juventude Comunista. Com a repressão intensificada ao movimento estudantil promovida pela ditadura empresarial-militar após o golpe de Estado no Brasil em 1964, os estudantes passaram a se organizar mais por suas áreas de estudo e as Executivas de curso se consolidaram como espaços de organização dos estudantes em torno de suas especificidades para enfrentar as consequências da reforma universitária de 68.

### Fundação
O primeiro Encontro Científico dos Estudantes de Medicina ocorreu em 1969 na cidade de Salvador, Bahia, com a proposta de "aumentar o congraçamento entre estudantes de outras escolas, assim como discutir os problemas comuns à classe estudantil e promover o aperfeiçoamento dos órgãos e entidades de representação". O caráter político desse evento, no entanto, se evidenciou a partir de 1976. Foi durante o 17º ECEM, ocorrido em 1986 na cidade de Fortaleza (CE), que os estudantes de medicina analisaram a necessidade de organizarem suas pautas e demandas em torno de uma entidade representativa, fundando então a DENEM.